# Куприянов, Геннадий Николаевич
Генна́дий Никола́евич Куприя́нов (8 [21] ноября 1905, Солигаличский уезд, Костромская губерния — 28 февраля 1979, Пушкин, Ленинград) — советский государственный и партийный деятель, первый секретарь Карельского областного комитета ВКП(б) (1938—1940 гг.), первый секретарь ЦК КП(б) Карело-Финской ССР (1940—1950 гг.), генерал-майор, член Военного совета Карельского фронта (1941—1944).

## Биография

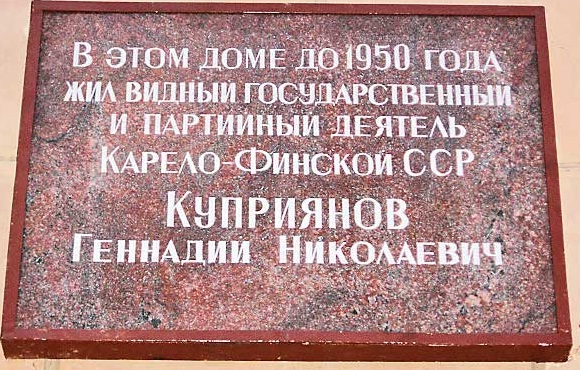
Мемориальная доска в Петрозаводске на ул. Дзержинского, 39.
Установлена в 2005 году, в 2007 году демонтирована

Геннадий Куприянов родился 8 (21) ноября 1905 года в бедной крестьянской многодетной семье в деревне Рыло Зашугомской волости Солигаличского уезда Костромской губернии, ныне деревня не существует. По национальности русский.
Отлично учился в школе. В 1919—1925 работал плотником. В 1920 году вступил в комсомол. Военную службу проходил в ЧОНе. В 1925—1927 годах — слушатель Костромской губернской совпартшколы.
С 1926 года член ВКП(б), в 1952 году партия переименована в КПСС.
В 1927—1929 годах работал учителем обществоведения в школе 2-й ступени Солигалича. В 1929—1931 годах — заведующий отделом народного образования Солигаличского райисполкома. В 1931—1932 годах — заведующий отделом агитации и пропаганды Солигаличского райкома ВКП(б).
В 1932—1935 годах — студент Всесоюзного коммунистического университета.
В 1935—1937 годах — заведующий отделом школ Дзержинского райкома ВКП(б) в Ленинграде, в 1937—1938 годах — второй секретарь, первый секретарь Куйбышевского райкома ВКП(б) в Ленинграде.
В июне 1938 года был избран первым секретарём Карельского областного комитета ВКП(б) по рекомендации А. А. Жданова. В сентябре 1938 года, как первый секретарь обкома партии, вошёл в состав «особой тройки НКВД», репрессировавшей 1819 граждан Карельской АССР. Кроме того, будучи членом «тройки НКВД» с июня по сентябрь 1938 года, поставил свою подпись под решениями о расстреле около 500 человек.
Во время советско-финляндской войны выезжал на фронт, организуя помощь РККА со стороны гражданских властей. По его инициативе в декабре 1939 года состоялось решение правительства СССР о строительстве железнодорожной ветки Петрозаводск — Суоярви протяжённостью 132 км. Дорога была построена за 46 дней.
С образованием Карело-Финской ССР (КФССР) — первый секретарь ЦК КП(б) КФССР. На XVIII конференции ВКП(б) 20 февраля 1941 года избран кандидатом в члены ЦК ВКП(б).

### Великая Отечественная война
С началом Великой Отечественной войны вошёл в Военный совет 7-й армии, 30 июня 1941 года присвоено звание бригадного комиссара. С 23 августа 1941 года — член Военного совета Карельского фронта. В августе 1941 года семья КУприянова была эвакуирована в Новосибирск.
1 октября 1942 года присвоено звание дивизионного комиссара. После отмены званий для политработников 6 декабря 1942 года присвоено воинское звание генерал-майор.
В критический период наступления финских войск распорядился изъять 9 тысяч винтовок у охраны Беломорско-Балтийского канала имени Сталина и передать для вооружения создаваемых истребительных батальонов. Тогда же получил разрешение Сталина под личную ответственность брать на фронт заключённых из лагерей. Один из организаторов и руководителей партизанского и партийного подпольного движения в КФССР (наряду с  С. Я. Вершининым и заведующим орготделом ЦК КП КФССР И. В. Власовым).
Выезжал в места боёв, был контужен и ранен.
По мнению некоторых историков, в 1944 году благодаря Куприянову было предотвращено массовое выселение коренных народов КФССР. Документальное расследование, проведённое в архивах доктором исторических наук, профессором Юрием Васильевым показало, что версия о существовании планов правительства СССР по депортации коренных народов КФССР в 1944 году не подтверждается документально. Единственным источником, который указывал на планы депортации карельского населения, оказался личный дневник Куприянова, датированный 1964 годом. По мнению писателя Олега Тихонова:

…из всех изложений различных событий Геннадий Николаевич Куприянов всегда выбирал наиболее приемлемую и удобную лично для себя версию.
— Версия Куприянова не подтверждается документально

### «Ленинградское дело»
В 1948 году смерть А. А. Жданова и последующие репрессии в отношении его соратников, большинство из которых работали в Ленинграде, коснулись и Куприянова. В сентябре 1949 года в ЦК КП(б) КФССР была проведена проверка работы инспекцией ЦК ВКП(б). Согласно записке инспектора ЦК Г. Я. Кузнецова Центральный Комитет республиканской компартии и лично Г. Н. Куприянов проигнорировали решение ЦК ВКП(б) об исправлении ошибок в руководстве хозяйством и партийно-политической работе, продолжая проводить свою прежнюю линию в руководстве республикой. Куприянов был обвинён в ежегодном невыполнении планов в промышленности и сельском хозяйстве, покровительстве скомпрометировавшим себя работникам, зажиме критики и отсутствии коллегиальности в работе. Часть обвинений поддержал второй секретарь ЦК КП(б) КФССР Ю. В. Андропов.
Куприянов в своих воспоминаниях писал:
«В июле 1949 года, когда руководящие работники Ленинграда были уже арестованы, Маленков начал присылать к нам в Петрозаводск комиссию за комиссией, чтобы подбирать материал для ареста меня и других товарищей, ранее работавших в Ленинграде. Нас обвиняли в следующем: мы — работники ЦК КП Куприянов и Власов, политически близорукие люди, носимся с подпольщиками и превозносим их работу, просим наградить их орденами. А на самом деле каждого из тех, кто работал в тылу врага, надо тщательно проверять и ни в коем случае не допускать на руководящую работу. Кое-кого и арестовать! Я сказал, что у меня нет никаких оснований не доверять людям, что все они честные и преданные партии, что свою преданность Родине они доказали на деле, работая в тяжёлых условиях, рискуя жизнью. Весь этот разговор происходил в ЦК партии Карелии, присутствовали все секретари. Я сказал, ища поддержки у своих товарищей, что вот Юрий Владимирович Андропов, мой первый заместитель, хорошо знает всех этих людей, так как принимал участие в подборе, обучении и отправке их в тыл врага, когда работал первым секретарем ЦК комсомола, и может подтвердить правоту моих слов. И вот, к моему великому изумлению, Юрий Владимирович встал и заявил: „Никакого участия в организации подпольной работы я не принимал. Ничего о работе подпольщиков не знаю. И ни за кого из работавших в подполье ручаться не могу“».

Один из биографов Андропова, Рой Медведев, поясняет этот поступок так: 
Занимать в тоталитарной системе высокий пост и не предавать время от времени своих друзей, соратников или просто ни в чём не повинных людей было невозможно. Здесь каждый сам делал свой выбор…
Куприянов был формально снят со своего поста и отозван в распоряжение ЦК ВКП(б) 10 января 1950 года, однако фактически перестал выполнять свои обязанности ещё в конце 1949 года.

### Арест
15 марта 1950 года Куприянов был арестован и этапирован в Москву, через два дня заключён в Лефортовскую тюрьму, где подвергался допросам, избиениям и пыткам (следователи — полковник Герасимов, майор Мотовкин). В связи с этим Г. Н. Куприянов упоминается в книге А. И. Солженицына «Архипелаг ГУЛАГ».
В октябре того же года следствие завершилось, Куприянов был приговорён к высшей мере наказания, но вскоре получил отсрочку из-за отклонения Сталиным требования Маленкова о расстреле, после чего был помещён в камеру смертников. 17 января 1952 года Военная коллегия Верховного суда СССР по статьям 58-1"а", 58-7, 58-10 ч.2 и 58-11 УК РСФСР осудила Геннадия Куприянова к 25 годам исправительно-трудовых работ с конфискацией имущества. Вскоре Куприянов был отправлен в Инту, в отдельный лагерный пункт № 5 Минлага (Коми АССР), однако уже в июле приговор был изменён на тюремное заключение, а 18 августа, за отсутствием состава преступления по ранее предъявленным статьям и переквалификации обвинения по ч. 2 статьи 58-10 на статью 58-10 ч. 1 УК РСФСР, смягчён до 10 лет тюремного заключения без конфискации имущества. В Минлаге Куприянов был излишне откровенен с окружающими, изливал им свои обиды, рассказывал, чему подвергался на следствии, утверждал, что с ним свёл счёты Ворошилов. За Куприяновым следили. 29 мая 1952 года о его поведении было доложено Маленкову. Неосторожным поведением Куприянова объясняется то, что, когда в 1953 году начались реабилитации по "Ленинградскому делу", его обошли. 7 мая 1954 года на встрече с ленинградским партактивом Н. С. Хрущёв так это объяснил: «…он в лагере снюхался с преступниками, с белогвардейцами, он разговаривает там языком бандитов… гнилой человек оказался».
Жена Вера Васильевна была осуждена за недоносительство органам о вредительстве мужа, срок наказания отбывала в Верхнеуральском политизоляторе. Старшие дети Виктор и Роза были сосланы в Джамбул (Казахская ССР). Младшая дочь Галя была помещена в колонию для детей врагов народа. Весной 1953 года, после смерти Сталина, семье разрешили вернуться в Ленинград.
ЗАЯВЛЕНИЕ
Павел Степанович! 12 лет совместной работы с Вами дают мне основание не писать свою родословную. Вы хорошо знаете обстановку на Пленуме. До Пленума мне в голову не приходила мысль, что меня могут арестовать. За ошибки в работе? Тогда любого работника надо считать прямым и неизбежным кандидатом в тюрьму.
Сдав дела 22 января 1950 года, я с женой и младшей дочерью поехал в Ленинград, где жили и учились старшие дети; думал немного отдохнуть, побыть с детьми, отвлечься и успокоиться после 4-месячной нервной и напряженной обстановки. Я уже был спокоен, так как понимал, что как бы я не выступил на Пленуме, все равно мое выступление в той обстановке признали бы неудовлетворительным. Я не понимал, чего от меня хотят. Честного признания ошибок в практической работе? Я не признал и говорил о них очень резко.
О больших чинах я не мечтал и думал, что мне дадут какую-либо небольшую работу в Ленинграде, буду жить со своими детьми. Ведь я не видел, как они выросли! Или пошлют учиться, ведь я не был снят с треском, а освобождён и отозван в распоряжение ЦК. Но за день до моего приезда моих детей выгнали из квартиры в одну комнату 16 м², две опечатали. Мы приехали 3 ч. (человека), и их 3 ч. Все 6 ч. со всем барахлом в 16-метровой комнате, и то сказали, что оставляем временно. Я был потрясен этой несправедливостью, этим беззаконием. Когда в 1938 году я уезжал на работу в Карелию, я имел квартиру в 5 комнат со всеми удобствами. Я её сдал сам, не держал за собой годы, как это делали многие.
В 1945 году для детей дали эту в 3 ком. Отнюдь не шикарную и отнюдь не обставленную с излишествами, как написал это потом следователь по показаниям «свидетелей» (курсив мой). Вы знаете эту квартиру и, надеюсь, объективно скажете, что в ней не было ничего шикарного и никаких излишеств. З ком.=42 м², печное отопление, 5 этаж, окна во двор, стены оклеены простенькими обоями. И вот через 12 лет возвратился. Депутат Верх. Совета СССР — член законодательной комиссии, член Президиума Вер. Совета СССР — член законодателькой комиссии, член Президиума Вер. Совета Союзной республики, кандидат в члены ЦК ВКП(б), член ЦК КП КФССР, генерал Советской армии, имеющий 10 наград — и негде по-человечески спать, я спал в ванной. Старшую дочь пришлось устроить у соседей в углу 1 за 300 р. в месяц, сын готовился к выпускным экзаменам.
Прожив 3 дня, я поехал с женой в Москву. Там я заметил, что за мной по пятам ходят агенты МГБ. Следят грубо, цинично, пошло. 17 марта меня арестовали. Следствие шло 2 года. 2 подполковника и один полковник под общим руководством Рюмина и Леонова упорно трудились изощрялись: 3 1/2 месяца меня держали в тёмном, сыром подвале при температуре +5 градусов в одном белье. Лишь когда я выбивался из сил и падал в обморок, приводили в камеру и давали поспать, немного прийти в себя и через 1-2 дня снова уводили в подвал. Меня били до потери сознания. Били руками и ногами, вышибли 3 зуба, 2 повредили, золото с 3-х зубов забрали. Правда, выдали квитанцию. Она у меня и сейчас. С адской болью так выкручивали назад руки, что я долго не мог писать и даже держать ложку. Ел левой рукой, правая повисла, как плеть. Связывали много раз «в бараний рог», то есть прикручивали пятки к затылку и тащили со второго этажа в подвал, а там со всей силой бросали на каменный пол и запирали в клетушку. У меня плясали у связанного на спине, ставили на голову к стене, угрожали что, если не подпишешь протокол, ребра переломаем, глаза вышибем. Жену и детей арестуем, а если подпишешь — им будет лучше и тебе легче. Уж за одно облегчение участи детей я готов был дать облить себя любой грязью. Махнул рукой и стал подписывать всё, многое не читая, многое в полусознании.
Вот такими методами эти садисты сфабриковали «дело» и обвинили меня.
1. в том, что я злоупотреблял правом члена Военного Совета фронта, противодействовал органам Г. Б. в разоблачении врагов и, отменил около 85 % смертных приговоров, вынесенных по их материалам.
2. засорял войска фронта политически неблагонадежным элементом «досрочно освободил 45 заключенных, взяв их в ряды войск».
3. разоружил в 1941 году охрану лагерей ББК, изъяв у них 9 тысяч винтовок и 120 Р. П. (ручных пулеметов — И. С.).
4. растрепал 155-й полк МВД бросив его с охраны канала в бой под Медвежьегорском, когда эти войска предназначаются для других целей, а не для боев на фронте.
5. После войны — вредительство ст. 58 7. Это главное обвинение. Оно обосновано такими фактами:
  1. Привлекал на лесозаготовки людей из др. отраслей нар. х-ва, чем наносил вред тем отраслям.
  2. Переселил в КФССР финнов-ингерманландцев, чем умышленно засорял пограничную полосу политически враждебным народом. Ввел в заблуждение Правительство СССР, представив финнов в хорошем свете. Истратил большие суммы на их переселение.
  3. Выпустил из тюрем в 1938 году явных буржуазных националистов и выдвинул их на отв. работу (Золина, Савельева и др.) Я не буду опровергать военные обвинения. Их я написал К. Е. Ворошилову и С. А. Желтову.

В отношении финнов и их переселения я всегда считал, что финны, как и карелы, трудолюбивый народ, что для лесной промышленности это клад. Я проявил инициативу и их переселении в Карелию. Они охотно ехали к нам. Все меня поддерживали в том вопросе.
Вспомнили лето 1944 — мою записку по поводу участия карел в Отеч. войне, не раз давали зуботычины. Обвиняли в лжи и тенденциозности этой записки. Следователь стоял на позициях Штыкова в этом вопросе и считал, что КФССР надо было ликвидировать, а карел выслать, как крымских татар.
Павел Степанович! Дело мое по поручению К. Е. Ворошилова сейчас пересматривается в воен. прокуратуре СССР. Прошу Вас, напишите туда всё, что Вы знаете, и как считаете факты, по которым меня обвинили. Я прошу перевести мне хотя бы за один месяц депутатские.
Г. Куприянов 18.Х.1953 г.

### Реабилитация
После смерти Сталина Куприянов был помилован решением Президиума Верховного Совета СССР со снятием судимости, 18 января 1956 года, 23 марта 1956 года освобождён, после чего вернулся в Ленинград.
Реабилитирован 31 июля 1957 года, восстановлен в КПСС и в звании генерал-майора, ему были возвращены награды и назначена персональная пенсия союзного значения.
В 1957—1959 годах работал директором дворцов и парков в Пушкине, в 1960—1965 годах — директором ломбарда в Петроградском районе Ленинграда. Также активно вёл ветеранскую и общественную работу, опубликовал две книги воспоминаний и много статей в центральных журналах.
Умер 28 февраля 1979 года.

## Семья
- Первая жена — Вера Васильевна (род. 1905), супруги развелись в конце 1950-х. Дети — сын Виктор (род. 28.02.1928), дочери Роза (род. 1929) и Галина (род. 1938).
- Вторая жена — Лидия Ивановна (дев. Дубинина), инженер-строитель.

## Память
21 ноября 2005 года к 100-летию со дня рождения Геннадия Куприянова в Петрозаводске на стене 39 на улице Дзержинского установлена мемориальная доска с текстом: «В этом доме до 1950 года жил видный государственный деятель Карело-Финской ССР Куприянов Геннадий Николаевич». Спустя два года мемориальную доску демонтировали по решению прокуратуры.

## Сочинения
- Куприянов Г. Н. Карело-Финская Советская Социалистическая Республика. — М., Госполитиздат, 1949. — 132 с.
- Куприянов Г. Н. От Баренцева моря до Ладоги. — Л.: Лениздат, 1972. — 376 с.
- Куприянов Г. Н. За линией Карельского фронта. — Петрозаводск: Карелия, 1975. — 232 с. — 30 000 экз.
- Куприянов Г.Свидетельствую [публ. Л. Куприяновой] // Звезда. 1989. № 3. С. 170—178.

Доклады и отчёты
- Отчётный доклад на I съезде КП(б) Карело-Финской ССР / Г. Н. Куприянов. — Петрозаводск: Госиздат Карело-Финской ССР, 1940. — 143 с.
- Отчётный доклад на II съезде компартии (большевиков) Карело-Финской ССР о работе ЦК КП(б) КФССР. — Петрозаводск: Госиздат Карело-Финской ССР, 1949. — 143 с.

## Награды
Кавалер двух орденов Ленина (20.05.1940, 24.07.1948), орденов Отечественной войны I степени, Красного Знамени, Трудового Красного Знамени, медалей.